# 莱曼 (犹他州)
莱曼（英文：Lyman），是美国犹他州韦恩县下属的一座城市。建市于 不明年份年，面积大约为1.88平方英里（4.9平方公里），海拔约为7,182英尺（2,189米）。根据2010年美国人口普查，该市有人口258人。